# Día de la Independencia (Filipinas)
El Día de la Independencia (filipino: Araw ng Kasarinlán; también conocido como Araw ng Kalayaan, "Día de la Libertad") es una fiesta nacional anual en Filipinas que se celebra el 12 de junio, y que conmemora la declaración de la independencia de Filipinas de España en 1898.
Filipinas se independizó de Estados Unidos el 4 de julio de 1946, sin embargo, solo se celebra la independencia de España.

## Historia

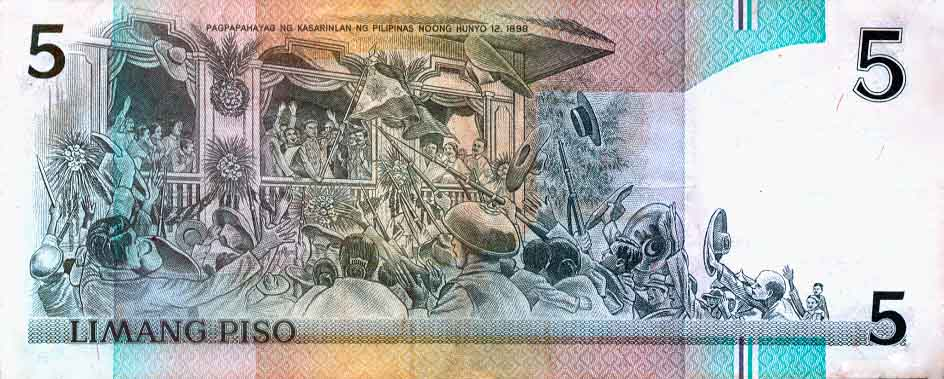
La Proclamación de Independencia del 12 de junio de 1898, tal y como aparece en el reverso del billete de cinco pesos filipino de 1985.

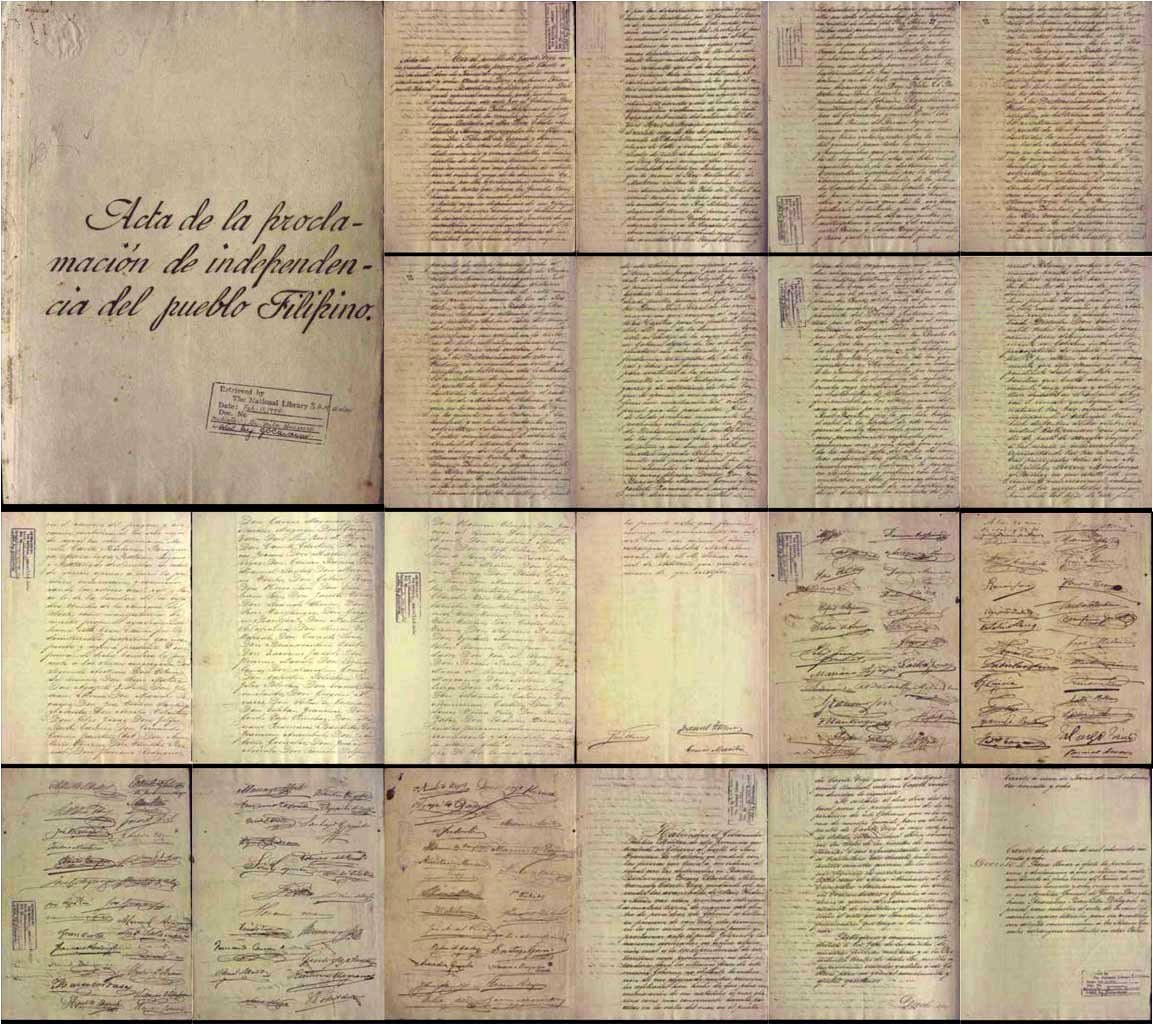
Documento de la Declaración de Independencia escrito por Ambrosio Rianzares Bautista.

La primera vez que se registró fue cuando Andrés Bonifacio, junto con Emilio Jacinto, Restituto Javier, Guillermo Masangkay, Aurelio Tolentino, Faustino Manalak, Pedro Zabala y otros pocos katipuneros fueron a la Cueva de Pamitinan en Montalban, Rizal para iniciar a nuevos miembros del Katipunan. Bonifacio escribió ¡Viva la independencia filipina! o Viva la independencia filipina en las paredes de la cueva para expresar el objetivo de su sociedad secreta. Bonifacio también lideró el Grito de Pugad Lawin, que señala el inicio de la Revolución filipina. Los miembros del Katipunan, dirigidos por Bonifacio, rompieron sus certificados de impuestos comunitarios (cédulas personales) en protesta por la conquista española.
La Revolución Filipina comenzó en 1896. El Pacto de Biak-na-Bató, firmado el 14 de diciembre de 1897, estableció una tregua entre el gobierno colonial español y los revolucionarios filipinos. Según sus términos, Emilio Aguinaldo y otros líderes revolucionarios se exiliaron en Hong Kong tras recibir 400 000 pesos del Gobierno español.
Al estallar la Guerra hispano-estadounidense, el comodoro George Dewey navegó desde Hong Kong hasta la Bahía de Manila al frente de la escuadra asiática de la armada de los Estados Unidos. El 1 de mayo de 1898, Dewey derrotó a los españoles en la Batalla de la Bahía de Manila, lo que efectivamente puso a los Estados Unidos en control del gobierno colonial español. A finales de ese mes, la Armada estadounidense transportó a Aguinaldo de vuelta a Filipinas. Aguinaldo llegó el 19 de mayo de 1898 a Cavite.
El 5 de junio de 1898, Aguinaldo emitió un decreto en la casa de Aguinaldo situada en lo que entonces se conocía como Cavite El Viejo proclamando el 12 de junio de 1898 como el día de la independencia. El Acta de la Proclamación de la Independencia del Pueblo Filipino fue leída solemnemente por su autor, Ambrosio Rianzares Bautista, consejero de guerra y delegado especial de Aguinaldo. La declaración de 21 páginas fue firmada por 98 filipinos, designados por Aguinaldo, y un oficial de artillería estadounidense retirado, el coronel L. M. Johnson. La bandera filipina se desplegó oficialmente por primera vez hacia las 16:30 horas, mientras la banda de San Francisco de Malabon tocaba la Marcha Nacional Filipina.

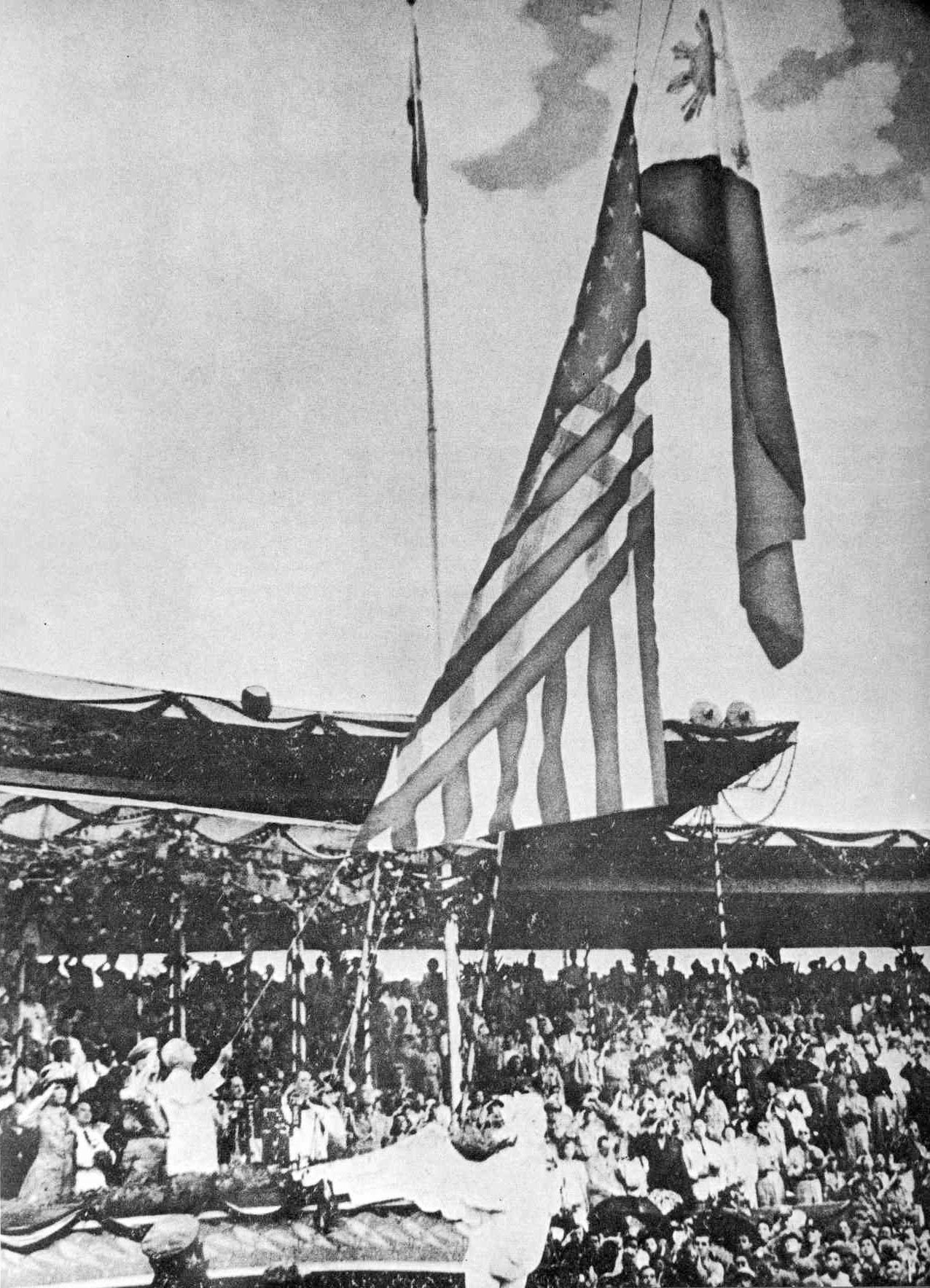
La Bandera de los Estados Unidos de América es arriada mientras la Bandera de Filipinas es izada durante las ceremonias del Día de la Independencia el 4 de julio de 1946.

La proclamación fue ratificada inicialmente por 190 presidentes municipales de las 16 provincias controladas por el ejército revolucionario el 1 de agosto de 1898, y fue ratificada de nuevo el 29 de septiembre de 1898 por el Congreso de Malolos.
Filipinas no consiguió el reconocimiento internacional de su independencia, concretamente de Estados Unidos y España. El gobierno español cedió posteriormente el archipiélago filipino a Estados Unidos en el Tratado de París (1898). El Gobierno Revolucionario de Filipinas no reconoció el tratado y ambos bandos se enfrentaron posteriormente en lo que se conoce como la Guerra filipino-estadounidense.
Los Estados Unidos de América concedieron la independencia a Filipinas el 4 de julio de 1946. De acuerdo con el Acta de Independencia de Filipinas (más conocida como "Ley Tydings-McDuffie"), el presidente Harry S. Truman emitió la Proclamación 2695 del 4 de julio de 1946 en la que se reconocía oficialmente la independencia de Filipinas. Ese mismo día se firmó el Tratado de Manila (1946).
Estados Unidos eligió el 4 de julio como fecha porque corresponde al Día de la Independencia de los Estados Unidos, y ese día se observó en Filipinas como Día de la Independencia hasta 1962. El 12 de mayo de 1962, el presidente Diosdado Macapagal emitió la Proclamación Presidencial nº 28, que declaraba el 12 de junio como día festivo especial en toda Filipinas, "... en conmemoración de la declaración de nuestro pueblo de su derecho inherente e inalienable a la libertad y la independencia". El 4 de agosto de 1964, la Ley de la República nº 4166 rebautizó la festividad del 4 de julio como "Día de la República de Filipinas", proclamó el 12 de junio como "Día de la Independencia de Filipinas" y ordenó a todos los ciudadanos de Filipinas que observaran este último con ritos adecuados.

## Día de la Bandera

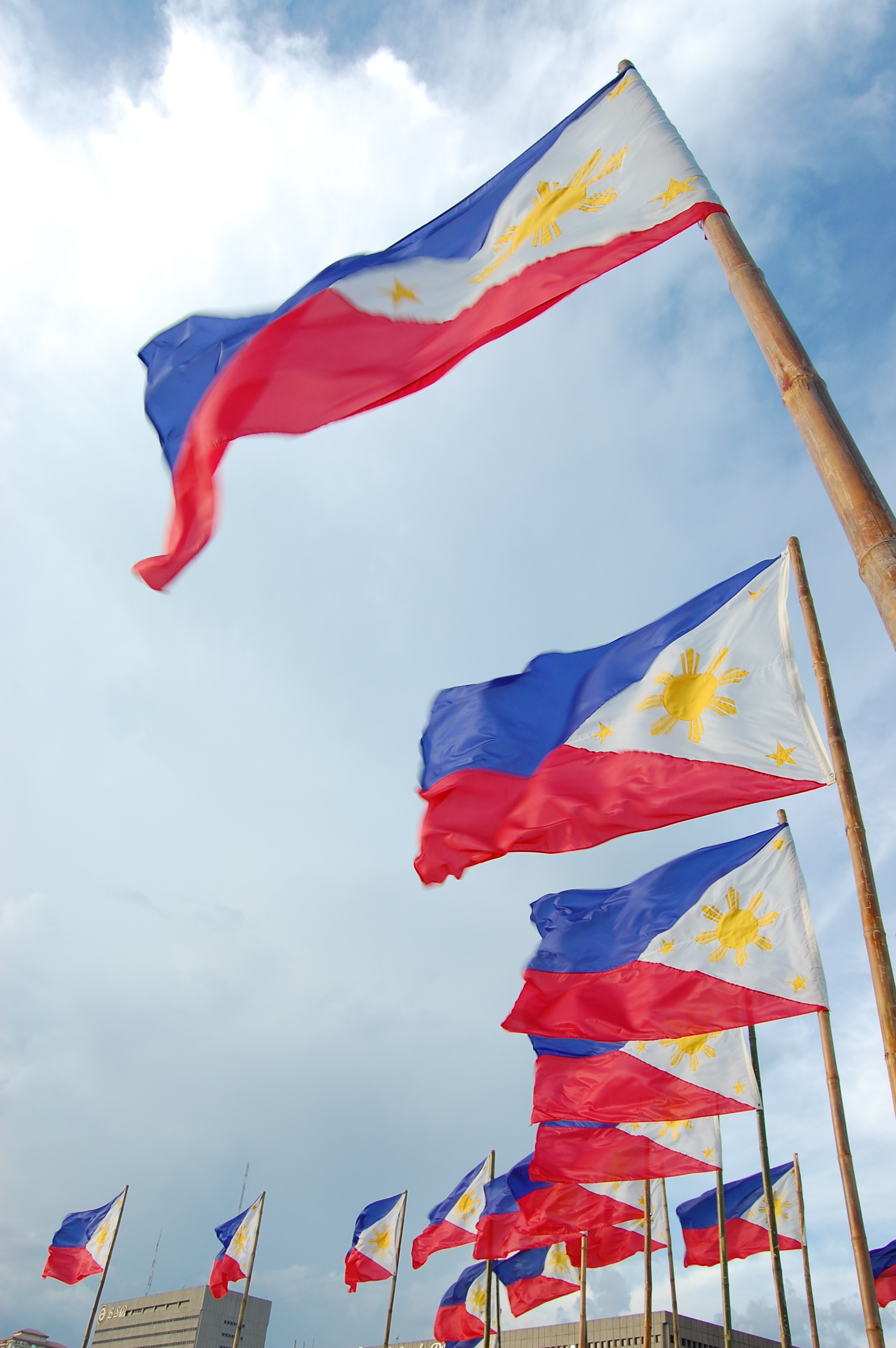
Banderas filipinas expuestas

Antes de 1964, el 12 de junio se celebraba el Día de la Bandera en el país. En 1965, el presidente Diosdado Macapagal emitió la Proclamación nº 374, que trasladó el Día Nacional de la Bandera al 28 de mayo (fecha en la que se izó por primera vez la Bandera de Filipinas en la Batalla de Alapan, situada en Imus, Cavite, en 1898). En 1994, el presidente Fidel V. Ramos emitió la Orden Ejecutiva No. 179, ampliando el periodo de celebración del 28 de mayo al Día de la Independencia de Filipinas el 12 de junio, ordenando a los departamentos gubernamentales, agencias, oficinas, corporaciones propiedad del gobierno y controladas por él, agencias estatales y unidades de gobierno local, e incluso establecimientos privados, que exhibieran de forma destacada la Bandera Nacional en todos los edificios públicos, instituciones gubernamentales y residencias oficiales durante este periodo; ordenar al Departamento de Educación que, en coordinación con el sector privado, las organizaciones no gubernamentales y los grupos sociocívicos, ordene la exhibición destacada de la Bandera Nacional en todas las plazas públicas y, siempre que sea posible, en todos los edificios y hogares privados para celebrar la independencia nacional.

## Costumbres festivas
Tal y como exige la ley, la Bandera de Filipinas, que ondeó por primera vez ese día en 1898, se exhibe en los hogares y establecimientos desde el 28 de mayo, Día de la Bandera, o en una fecha seleccionada de mayo por la Comisión Histórica Nacional de Filipinas, que actúa como organizadora de las celebraciones, hasta el día 30 del mes. En Kawit, Cavite, se celebra cada año un acto conmemorativo con el izado de la bandera en el Santuario de Aguinaldo y la lectura de la Declaración de Independencia de Filipinas. En todo el mundo, los filipinos se reúnen el 12 de junio o en una fecha cercana para celebrarlo públicamente, a veces con un desfile. También hay celebraciones locales, así como una celebración nacional en Manila, la capital nacional, que en años pasados incluyó un desfile cívico-militar de organizaciones uniformadas y entidades públicas y privadas, el último gran desfile se celebró en 2018 para conmemorar el 120 aniversario de la nación.